# Edminas Bagdonas
Edminas Bagdonas (ur. 23 października 1963 w Kownie, zm. 22 maja 2021 w Wilnie) – litewski dyplomata, wieloletni pracownik Ministerstwa Spraw Zagranicznych, doradca prezydenta Adamkusa, w latach 2007–2012 ambasador Litwy na Białorusi. Od sierpnia 2014 ambasador Litwy w Izraelu.

## Życiorys
W 1986 ukończył studia na Kijowskim Uniwersytecie Państwowym. Na początku lat 90. był zatrudniony w Radzie Najwyższej Republiki Litewskiej jako referent w biurze ds. kontaktów zagranicznych. Od 1992 do 1993 kierował Departamentem Kontaktów Międzyparlamentarnych Sejmu.
W 1994 został mianowany konsulem na Ukrainie. W 1997 otrzymał nominację na wicedyrektora Departamentu Protokołu Państwowego i Dyplomatycznego w Ministerstwie Spraw Zagranicznych, a w latach 1998–2001 kierował tym Departamentem.
Od 2001 do 2004 pełnił urząd nadzwyczajnego i pełnomocnego ambasadora Republiki Litewskiej w Rzymie, akredytowanego również przy rządach Jugosławii, Konfederacji Szwajcarskiej i Republiki Malty. W kwietniu 2004 objął funkcję doradcy oraz koordynatora doradców prezydenta Republiki Litewskiej. Był przewodniczącym komitetu konsultacyjnego prezydentów Litwy i Polski.
Od marca 2006 do lutego 2007 pełnił urząd dyrektora Departamentu Europy Wschodniej i Azji Centralnej w Ministerstwie Spraw Zagranicznych. Od 2007 do 2012 był reprezentantem Litwy na Białorusi w randze ambasadora nadzwyczajnego i pełnomocnego. Od sierpnia 2014 pełni misję ambasadorską w Izraelu.
W 2003 odznaczono go Krzyżem Komandorskim Orderu „Za Zasługi dla Litwy” oraz Medalem Pamiątkowym 13 Stycznia. W 1998 otrzymał ukraiński Order „Za zasługi” II klasy. W 1999 został odznaczony Krzyżem Oficerskim Orderu Zasługi Rzeczypospolitej Polskiej.